# Curtiss-Wright

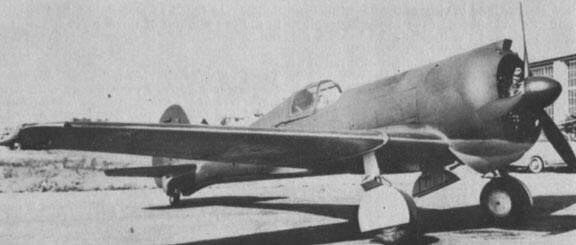
Stíhací letoun Curtiss-Wright CW-21

Curtiss-Wright Corporation je americká strojírenská společnost, zabývající se především výrobou různých komponentů. Firma vznikla roku 1929 sloučením 12 společností vlastněných leteckými výrobci Wright a Curtiss. V následujících letech uspěla s motory Wright Cyclone či stíhacími letouny Curtiss P-40 Warhawk.
V roce 2013 zaměstnávala 10 000 zaměstnanců, obrat činil 2,54 miliardy dolarů. Akcie jsou obchodovány na newyorské burze.

## Letouny Curtiss Wright
- Curtiss Bleeker SX-5-1 Helicopter
- Curtiss-Wright Junior
- Curtiss-Wright CW-3 Duckling
- Curtiss O-40 Raven
- Curtiss T-32 Condor II
- Curtiss Falcon
- Curtiss F7C Seahawk
- Curtiss F6C Hawk
- Curtiss F9C Sparrowhawk
- Curtiss-Wright CW-5
- Travel Air 6000
- Curtiss-Wright CW-12
- Curtiss-Wright CW-15
- Travel Air 4000
- Curtiss-Wright CW-19
- Curtiss-Wright CA-1
- Curtiss C-46 Commando
- Curtiss-Wright CW-21
- Curtiss-Wright CW-22
- Curtiss-Wright AT-9
- Curtiss P-36 Hawk
- Curtiss SBC Helldiver
- Curtiss P-40 Warhawk/Tomahawk/Kittyhawk
- Curtiss XP-53
- Curtiss XP-46
- Curtiss-Wright XP-55 Ascender
- Curtiss O-52 Owl
- Curtiss P-60
- Curtiss XP-62
- Curtiss XP-71
- Curtiss SB2C Helldiver
- Curtiss SOC Seagull
- Curtiss SO3C Seamew
- Curtiss SC Seahawk
- Curtiss XF14C
- Curtiss XF15C
- Curtiss-Wright C-76 Caravan
- Curtiss XSB3C
- Curtiss XBT2C
- Curtiss KD2C Skeet
- Curtiss-Wright XF-87 Blackhawk
- Curtiss-Wright X-19
- Curtiss-Wright VZ-7